# توم هوليداي
توم هوليداي (بالإنجليزية: Tom Holliday)‏ هو لاعب كرة قاعدة أمريكي، ولد في 5 مارس 1953 في يونيونتاون في الولايات المتحدة.